# Kilianskirche (Werdohl)

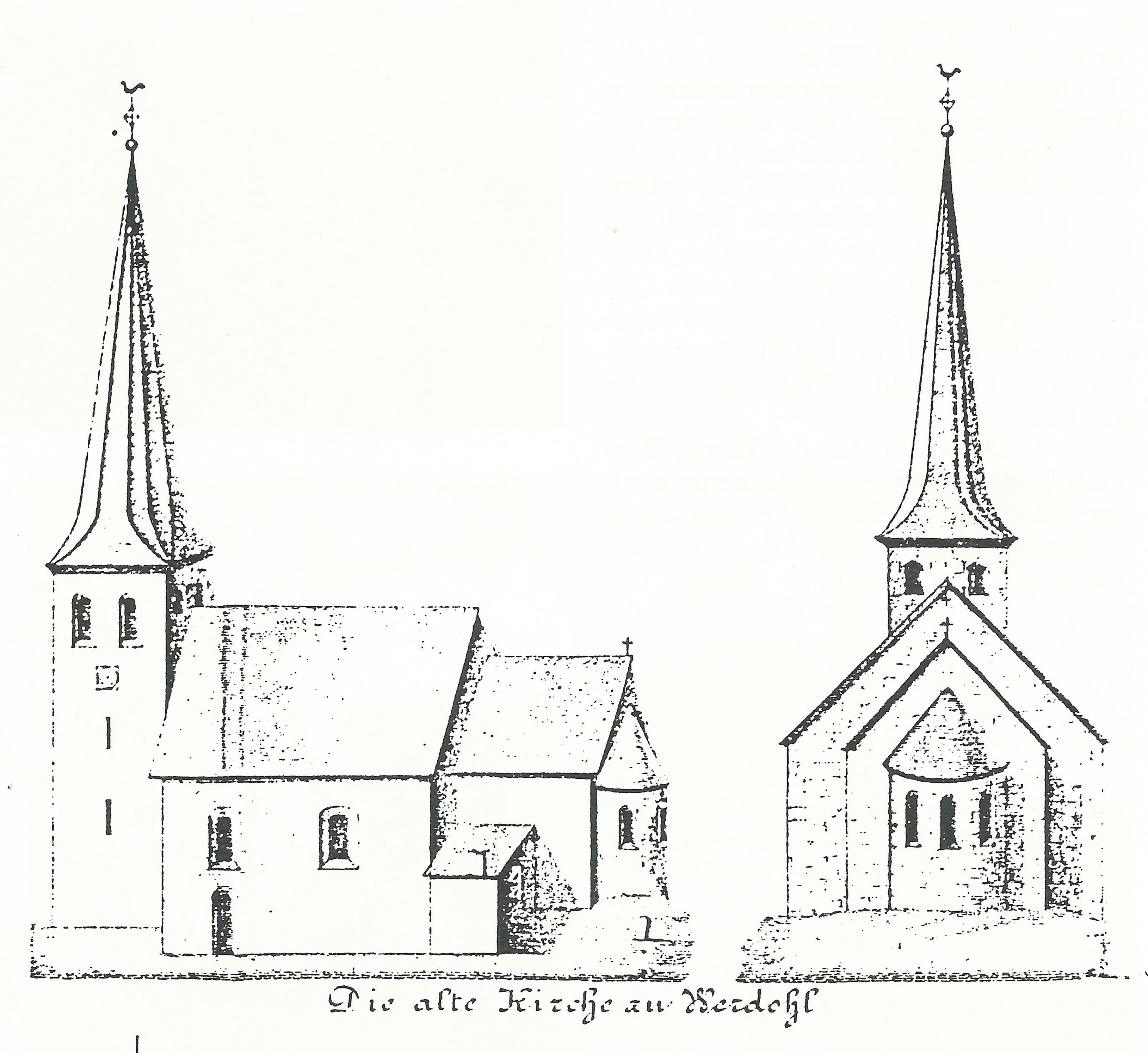
Die alte Kilianskirche, Ansicht vor 1847

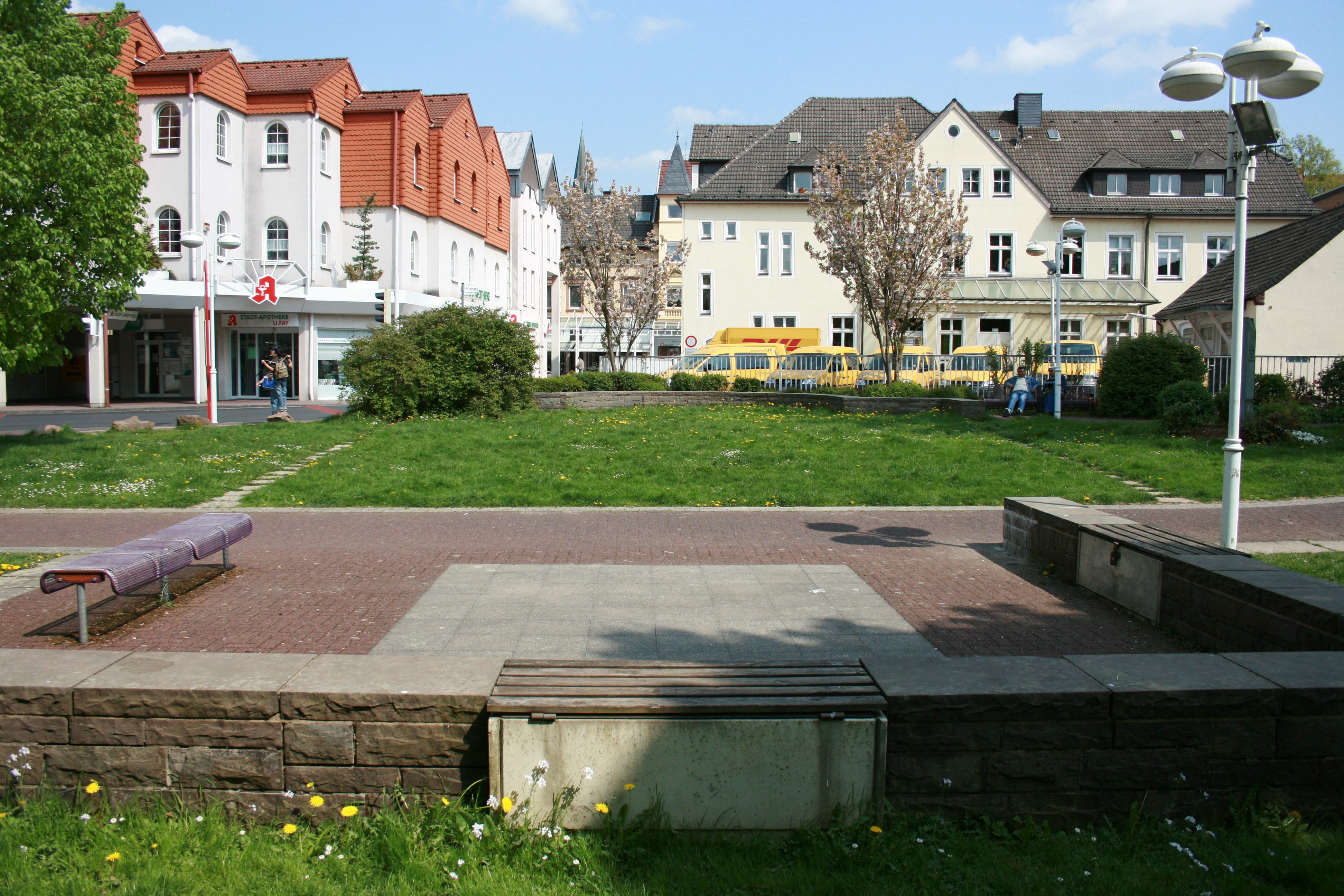
Friedrich-Keßler-Platz, Standort der ehemaligen Kilianskirche

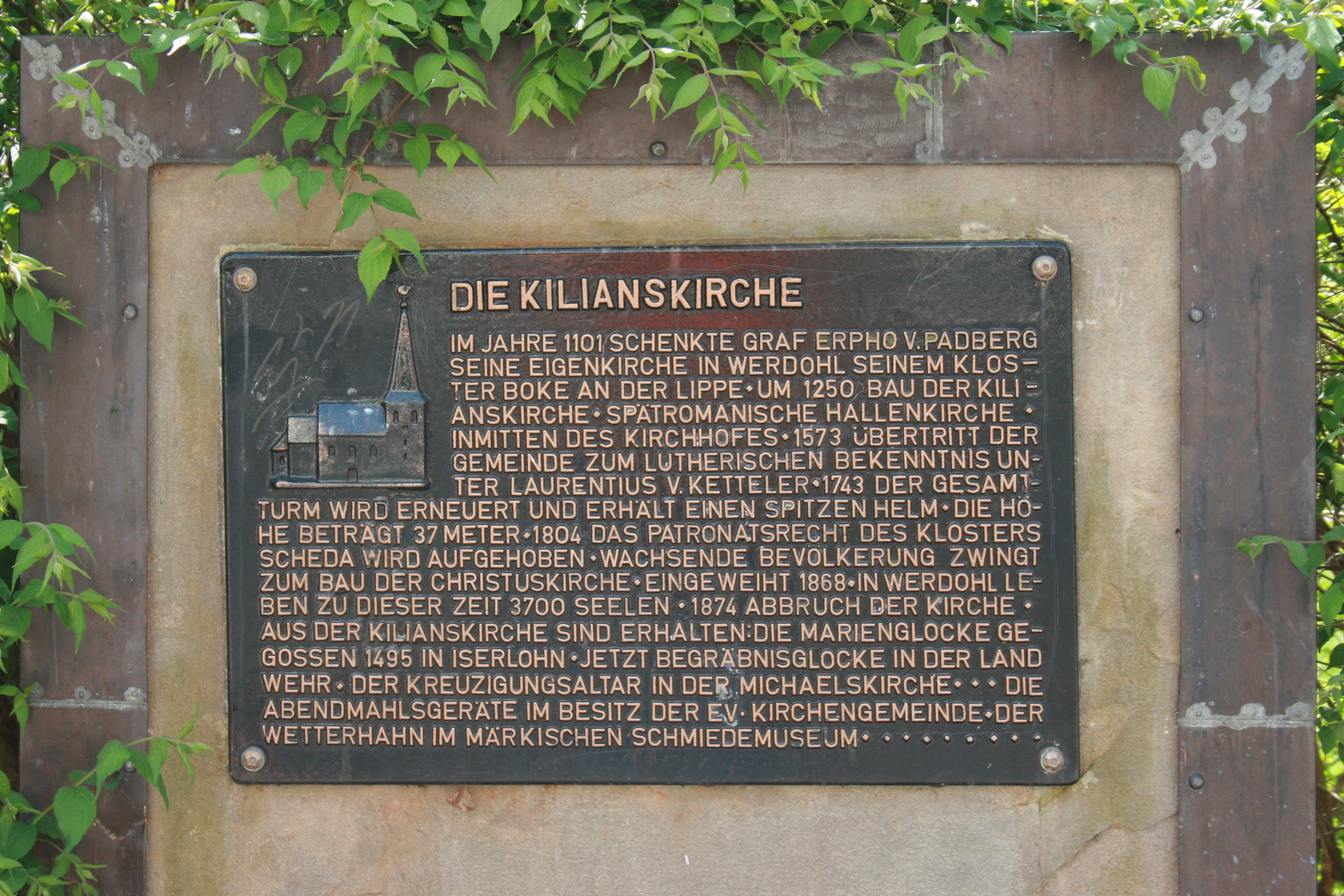
Erinnerungstafel

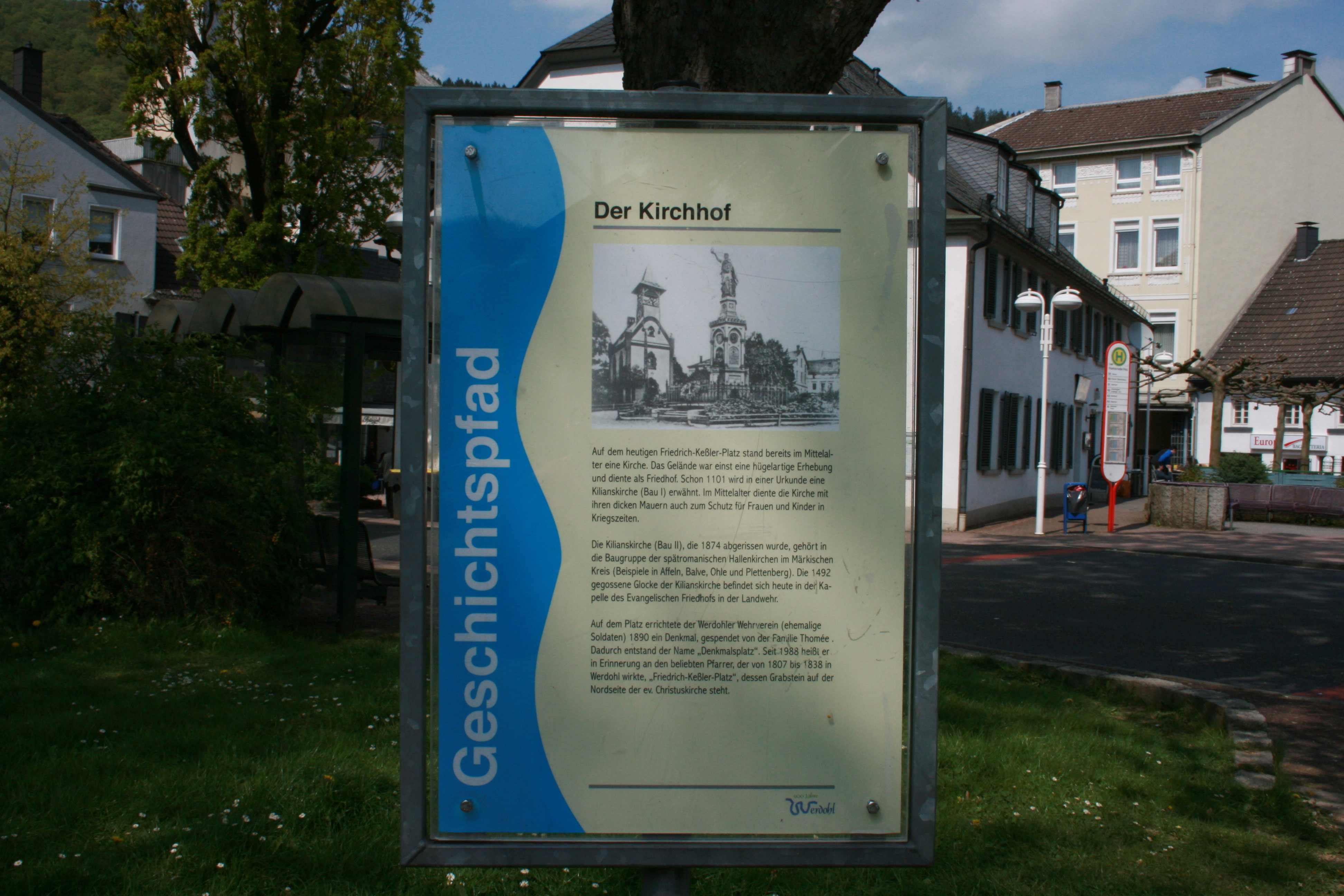
Die Kirche stand inmitten eines Friedhofes

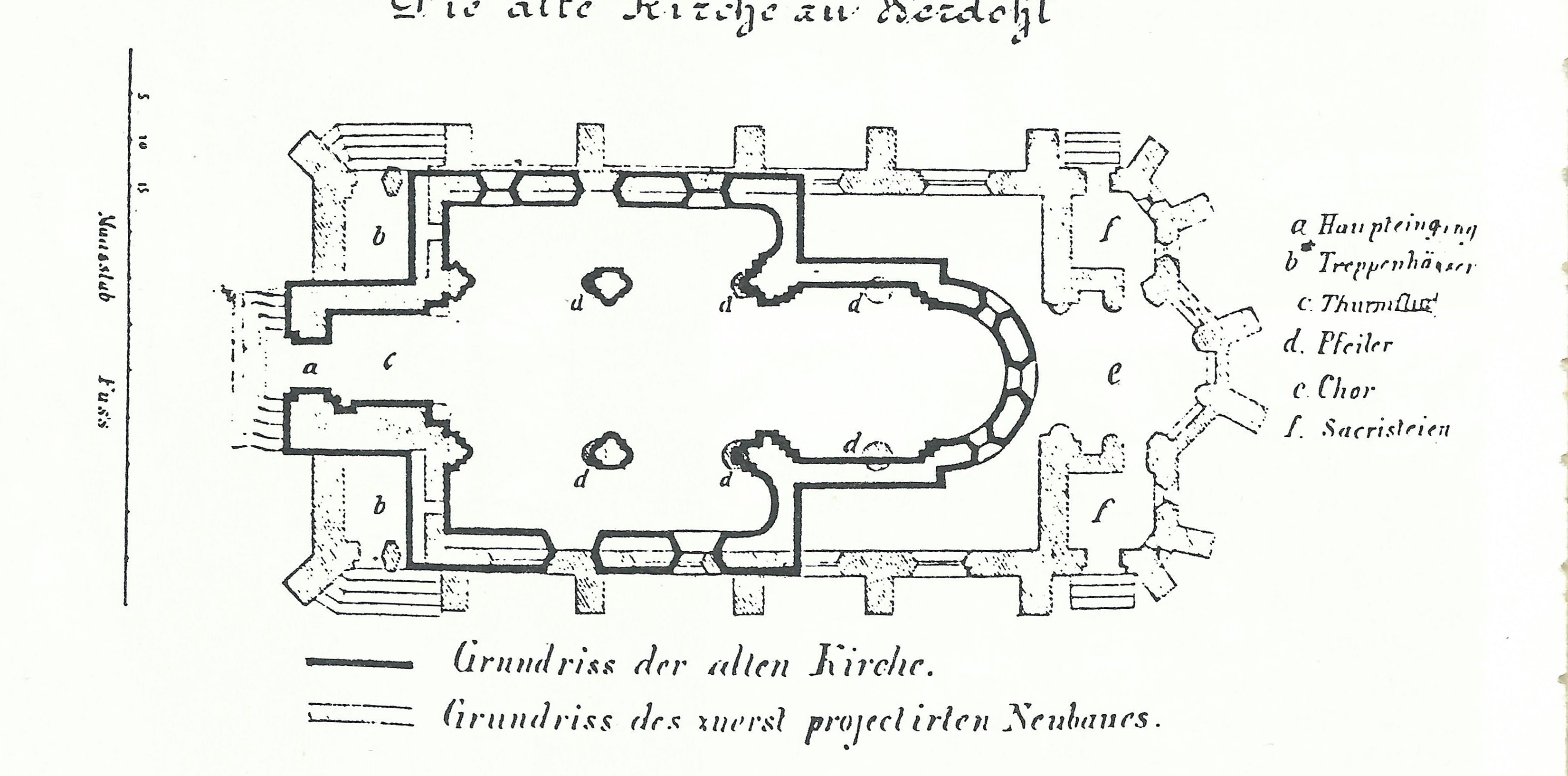
Grundriss aus der Zeit vor 1847

Die alte Kilianskirche war eine spätromanische Hallenkirche in Werdohl im Märkischen Kreis (Nordrhein-Westfalen). Die um 1250 errichtete Kirche stand inmitten eines Friedhofes und wurde 1874 wegen Baufälligkeit abgebrochen. Die Gemeinde trat 1573 zum lutherischen Bekenntnis über, federführend hierbei war Laurentius von Kettler.

## Geschichte und Architektur
Ein Hinweis auf eine Vorgängerkirche findet sich in einer Urkunde von 1101. Der Paderborner Bischof Heinrich II. erwähnte hier die Eigenkirche des Grafen Erpo von Padberg, die in Werdohl stand. Das Patronat hatte die Kirche von Flechtdorf, es wurde 1220 dem Priorat Berentrop übergeben. Die damalige Kilianskirche wurde nach 1125 als mit einfachen Pfeilerjochen überwölbte Hallenkirche errichtet. Sie war dreischiffig und zweijochig, der Grundriss war nahezu quadratisch. Der Chorraum an der Ostseite war ebenfalls fast quadratisch, die Apsis schloss halbrund. An der Ostseite mündeten die Seitenschiffe in Mauerapsiden, die nach außen nicht hervortraten.
Das Eingangsportal befand sich am Westjoch, das Turmportal wurde wohl in späterer Zeit angefügt. Der Turm war in spätromanischer Zeit vermutlich mit einem Pyramidendach gedeckt, das später durch einen Spitzhelm ersetzt wurde. Die Seitenwände des Schiffes waren durch zwei kleine Fenster belichtet, die Chorapsis war durch drei ähnliche Fenster gegliedert. Die Sakristei wurde später in einer Ecke zwischen Chor und Langhaus angebaut. Das grob anmutende Gebäude wurde von dem Kunsthistoriker Wilhelm Lübke als ohne Sorgfalt und Geschicke gearbeitet eingestuft. Der Historiker Johann Dietrich von Steinen schrieb: Die Kirche welche fast in der Mitte des Dorfes liegt, dem Kilianus in vorigen Zeiten geweiht und die Mutterkirche von der Kapelle zu Nienrade (Neuenrade) gewesen, ist ein gutes, mit schönem Thurm geziertes Gebäude und wird von der Evang. Lutherischen und Reformierten wechselweise zur Verrichtung ihres öffentlichen Gottesdienstes gebraucht. Sie stand erhöht auf einem kleineren Hügel und diente wegen ihrer dicken Mauern in Kriegszeiten als Schutz vor Angreifern. Die Pfarrei gehörte 1316 zum Dekanat Attendorn. Der Kirchturm wurde 1743 neu gebaut, da die häufigen Überschwemmungen durch die Lenne die Fundamente geschädigt hatten. Das Kirchengebäude erhielt ein Jahr später eine neue Dacheindeckung. In dieser Zeit fand eine umfangreiche Gesamtrenovierung statt. Das Gebäude wurde 1874 abgebrochen, da es als baufällig gewertet wurde. Am 3. April 1868 wurde als Ersatz die neue Christuskirche eingeweiht.

## Ausstattung
- Der Chor war durch ein schmiedeeisernes Gitter von der Halle abgetrennt.
- Der Altar aus vorreformatorischer Zeit zeigte die Kreuzigung Christi in stark vergoldeten Bildern. Um die Darstellung der Maria waren folgende Worte zu lesen: Ave Maria, gracia plena, Dominus tecum benedicta. Die Kreuzigungsszene ist erhalten und wurde 1868 dem katholischen Missionspfarrer für 18 Taler verkauft. Sie steht heute als Seitenaltar in der katholischen Pfarrkirche St. Michael. Die Darstellung der Maria ging verloren.[9]
- Eine Orgel wurde 1741 angeschafft.

## Glocken
Hildebrand Dubbe goss 1495 eine Glocke, die der Maria geweiht wurde. Diese Glocke wird heute auf dem evangelischen Friedhof in der Landwehr als Friedhofsglocke benutzt, sie ist denkmalgeschützt. Zwei weitere Glocken und eine Uhrglocke wurden Ende des 15. Jahrhunderts angeschafft.

## Erhaltenes
- Der Wetterhahn wird als Dauerleihgabe im Stadtmuseum Werdohl ausgestellt, er wurde vorher im Kreisarchiv aufbewahrt.[11]
- Der Kreuzigungsaltar steht in der Michaelskirche.
- Die evangelische Kirchengemeinde besitzt noch die Abendmahlsgeräte.
- Der Taubenkelch mit Patene wird in der Werdohler Christuskirche aufbewahrt.
- Folgende Gegenstände befinden sich im Burgmuseum in Altena: Zwei Altarleuchter mit der Inschrift Johann auf der Wordt, Kerkermeister 1659, eine Patene, eine Abendmahlkanne mit Deckel und der Turmhahn aus Eisenblech mit einer Höhe von 63 cm und einer Breite von 72 cm.[12]

## Ausgrabungen

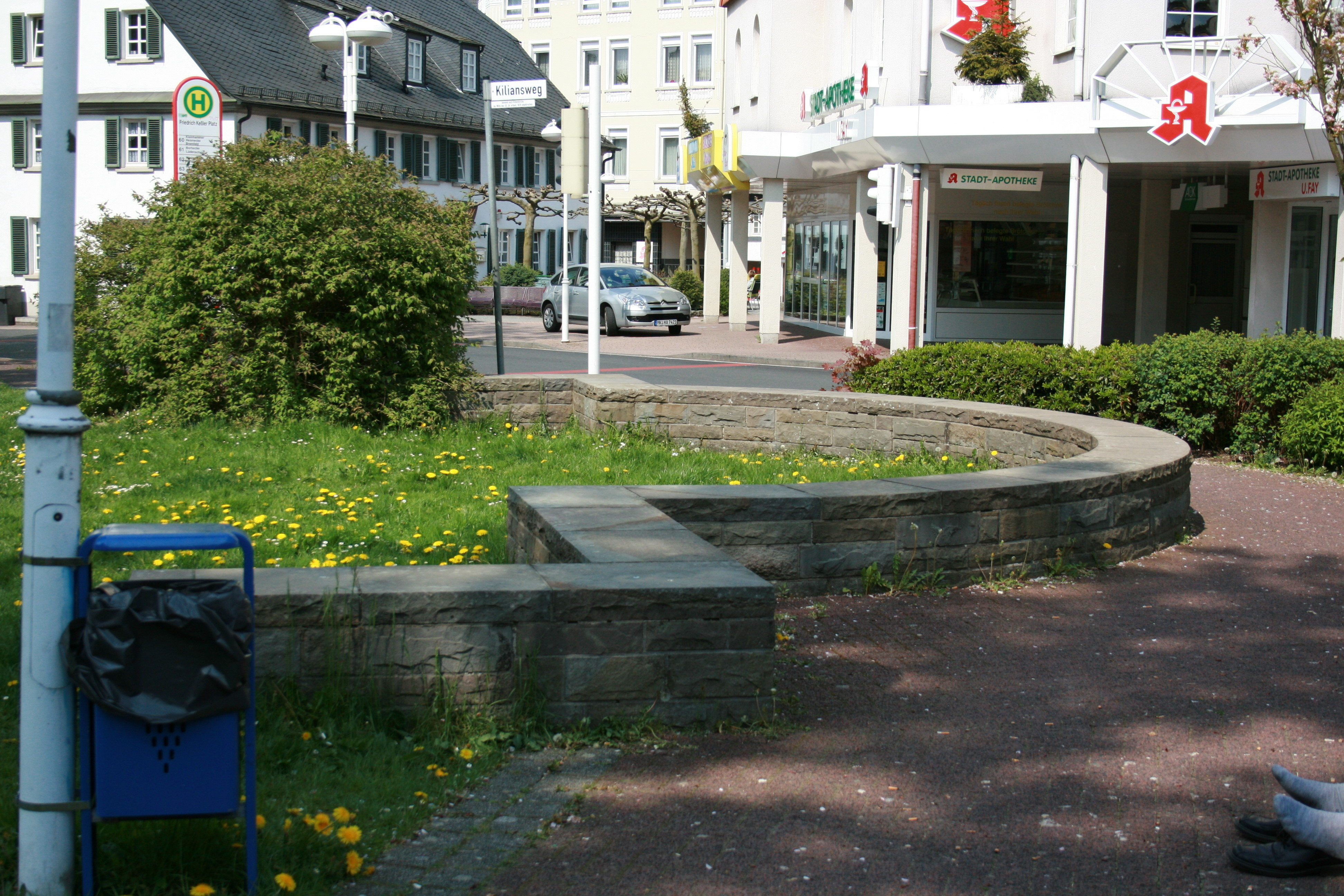
Neuzeitlich aufgemauerter Grundriss, rechts der Chor

Nach dem Abbruch der Kirche blieben die Fundamente im Erdboden, sie wurden 1980 vermessen. Die Ausgrabungen begannen am 9. September 1985. Es wurden die Fundamente der Apsis freigelegt, die Leitung hatte Frau Isenberg vom Amt für Denkmalpflege in Münster. Der freigelegte Teil war mit Schutt der abgebrochenen Kirche aufgefüllt, an der Nord-Ostecke war das Fundament sichtbar. Aus finanziellen Gründen konnten keine weiteren Grabungen durchgeführt werden. Die Hoffnung auf Entdeckung von Resten der Vorgängerkirchen erfüllte sich nicht.